# شهرستان وود (تگزاس)
شهرستان وود، تگزاس (به انگلیسی: Wood County, Texas) یک سکونتگاه مسکونی در ایالات متحده آمریکا است که در تگزاس واقع شده‌است.

## خصوصیات
شهرستان وود ۱٬۸۰۲٫۶۴ کیلومترمربع مساحت دارد.